# Chileense presidentsverkiezingen 1891
De Chileense presidentsverkiezingen van 1891 vonden op 25 september van dat jaar plaats. De verkiezingen werden kort na de Burgeroorlog van dat jaar plaats. Revolutionaire troepen onder aanvoering van kapitein-ter-zee Jorge Montt hadden de autoritaire president José Manuel Balmaceda verdreven. Het ontstane machtsvacuüm werd opgevuld door de unanieme verkiezing van Montt tot president van de republiek.

## Verkiezingsuitslag
| Kandidaat | Kandidaat | Kandidaat   | Partij | Partij        | Stemmen | Percentage |
| --------- | --------- | ----------- | ------ | ------------- | ------- | ---------- |
|           |           | Jorge Montt |        | Onafhankelijk | 155     | 100%       |
| Totaal    | Totaal    | Totaal      |        |               | 155     | 100%       |

Jorge Montt's kandidatuur werd ondersteund door de Partido Liberal, Partido Conservador en de Partido Radical.

## Bron
- (es)  Elección Presidencial 1891